# Мацей Ковальчик
Мацей Ковальчик ((пол. Maciej Kowalczyk, Вроцлав, ПНР), нар. 6 березня 1977) — польський футболіст, нападник клубу «Ключборк».

## Клубна кар'єра
Виступав за молодіжні команди: «Влукняж» (Вроцлав), «парасоль» (Вроцлав), «Сленза» (Вроцлав). З 1998 року по 2000 роки виступав за клуб «Кераміка». У 2000 році перейшов в «Шльонськ», дебютував 13 серпня 2000 році в матчі проти варшавського клубу «Полонія» (3:1). Пізніше знову виступав за «Кераміку». У липні 2002 року перейшов до київського «Арсеналу». У чемпіонаті України дебютував 7 липня 2002 року в матчі проти донецького «Шахтаря» (0:0). У 2002 році також грав за бориспільський «Борисфен». За «Арсенал» провів 70 матчів і забив 12 м'ячів. У липні 2006 року з'явилася інформація про те, що Мацей може перейти в луганську «Зорю». Але в підсумку він опинився в польському клубі «Корона». Потім грав за «Відзев» з міста Лодзь. З 2008 по 2010 роки грав за ФК «Лехія» з Гданська. З липня 2011 року виступав у складі «Колеяжа» (Струже). Тижневик «Футбол» удостоїв його звання «Першоліговець року», за результатами опитування, яке було проведено 2012 року. У футболці «Колеяжа» в сезоні 2012/13 років став найкращим бомбардиром першої ліги (22 голи в 47-ми матчах).
З червня 2013 року виступав у складі «Олімпії» (Грудзьондз).

## Кар'єра в збірній
Єдину гру за збірну Польщі провів 14 лютого 2003 року проти Македонії (3:0).

## Проблеми з законом
17 липня 2013 року під час зустрічі «Олімпії» з клубом «Варта» (Познань) був затриманий Центральним бюро розслідувань. Гравець міг бути членом організованій злочинній групі, яка продавала наркотики в Новому Сончі.